# Lina Tsaldari
Lina Tsaldari, řecky Λίνα Τσαλδάρη, (1887 Athény – 17. října 1981 New York) byla pravicová řecká politička. Stala se první ženou-ministryní v Řecku v roce 1952, kdy sloužila jako ministryně sociálních věcí ve vládě Konstantína Karamanlíse.

## Životopis
Narodila jako Lina Lambros (řecky Λίνα Λάμπρου) v roce 1887. Jejím otcem byl politik Spyridon Lambros. Byla také aktivní sufražetkou. Poté, co skončila v parlamentu, se stala řeckou delegátkou u Organizace spojených národů.
Provdala se v roce 1919 za Panagise Tsaldarise (1868–1936). Stejně jako její otec, Tsaldaris sloužil jako předseda vlády Řecka.
Zemřela na mrtvici dne 17. října 1981 ve věku 94 let.